# مثيلات سحليات الأرجل
مثيلات عظائيات الأرجل (الاسم العلمي: †Sauropodiformes) هي أصنوفة منقرضة من الديناصورات شبيهة عظائيات الأرجل التي عاشت بين الثلاثي المتأخر والجوراسي المبكر منذ حوالي 225 إلى 175 مليون سنة. تشمل هذه الأصنوفة جميع الصربوديات والأشكال القاعدية المدرجة في الأنشيصوريات ولكن ليس الأنشيصور نفسه.